# 崔義玄
崔義玄（586年—656年），貝州武城县（今河北省衡水市故城县）人。出自清河崔氏定著六房之一南祖崔氏崔溉支系。隋朝隋末唐初期政治人物。
隋朝大业末年投奔李密起义军，未受重用，一日見群鼠渡河，又见槊刃有花文，对左右亲近之人说道：「这是东晋王敦敗亡之兆啊。」。后前往游说据守柏崖的黄君汉，劝其投靠李淵，归唐后被授为怀州总管府司马，与黄君汉一起，击败王世充大将高毗，以功封清丘县公。后从秦王李世民灭掉王世充，攻占洛阳，转任隰州都督府长史。贞观年间，与友人孟神庆一起在韩王李元嘉府中任王府长史。
唐高宗永徽年间，崔義玄任婺州刺史。永徽四年（653年），睦州女子陳碩真起兵造反，派童文宝领兵四千人掩襲婺州（今浙江金華），崔義玄率兵抵御，以司功参军崔玄籍為先鋒，在揚州長史房仁裕的统领下，十一月庚戌，陳碩真被俘，崔义玄以功拜御史大夫。
武则天被立为皇后的过程中，崔义玄为她谋划，最终将长孙无忌等反武势力去掉。显庆元年（656年）出为蒲州刺史，不久去世，年七十一，赠益州都督，谥号贞。武则天当皇帝后，追念他的功劳，重赠扬州大都督，赐其家实封二百户。

## 子孙
- 子：崔神基，袭清丘县开国公，长寿年间任宰相，为相月余，被酷吏所陷害，遭流放。
- 子：崔神庆，赐爵魏县开国子，武后时期任户部侍郎、太常卿，他依附张昌宗兄弟，中宗即位后，被流放钦州。后赠太子少傅。
  - 孙：崔琳，在唐玄宗时与弟崔珪、崔瑶，号称“三戟崔家”。
  - 孙：崔，太子詹事
  - 孙：崔瑶，光禄卿

## 延伸阅读
[在维基数据编辑]
 《舊唐書/卷77》，出自刘昫《舊唐書》
 《新唐書·卷109》，出自《新唐書》